# Демівка (Стрийський район)
Де́мівка — село в Україні, у Стрийському районі Львівської області. Населення становить 60 осіб. Орган місцевого самоврядування ― Журавненська селищна громада.

## Політика

### Парламентські вибори, 2019
На позачергових парламентських виборах 2019 року у селі функціонувала окрема виборча дільниця № 460411, розташована у приватному будинку.
Результати
- зареєстровано 24 виборці, явка 45,83 %, найбільше голосів віддано за Всеукраїнське об'єднання «Батьківщина» — 36,36 %, за Радикальну партію Олега Ляшка — 27,27 %, за «Європейську Солідарність» — 18,18 %.[2] В одномандатному окрузі найбільше голосів отримав Андрій Кіт (самовисування) — 72,73 %, за Володимира Наконечного (Слуга народу) — 18,18 %, за Євгенія Гірника (самовисування) — 9,09 %[3].